# Науково-фантастичний фільм
Наукова фантастика — жанр кінематографії, де події відбуваються у світі, що відрізняється від сучасного або історичної реальності принаймні в одному значимому відношенні. Відмінність може бути технологічною, фізичною, історичною, соціологічною, але не магічною. Жанр з'явився в перші роки існування кінематографа.
Склався стереотип, що наукова фантастика — це розважальний жанр, але його часто намагаються зруйнувати, перетворюючи фільми в серйозні твори з прихованим філософським змістом.
Прообразом фантастичного фільму була короткометражка «Механічний м'ясник», знята Луї Люм'єром ще в 1895 році, де була показана вигадана машина, що переробляє живих поросят у сосиски. Ніяких особливих спецефектів (навіть простого монтажу), для цього фільму не було потрібно, але результат вийшов досить несподіваний — на екрані народився образ бездушного механічного монстра, що знищує живі істоти.

## Наукова фантастика в епоху німого кіно

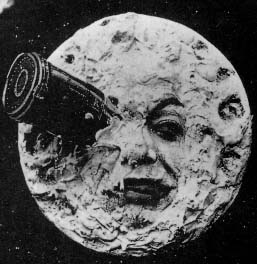
Подорож на Місяць

Перші науково-фантастичні фільми були розважальними кількахвилинними короткометражками, які демонструвалися в складі кіноальманахів і приваблювали глядачів спецефектами, а не сюжетом, який був практично відсутній. У міру розвитку постановочних і прокатних можливостей кінематографа, довжина фільмів збільшувалася, що створювало можливість включати в фільм не один двох-трихвилинний скетч або сценку, а досить розгорнутий сюжет. Такі фільми могли демонструватися вже самостійно, тому мали досить серйозний глядацький резонанс і поширювалися в більшій кількості копій. В цей час починають з'являтися екранізації науково-фантастичної літератури, але, оскільки короткий метр не дозволяв перенести твір на екран хоч скільки-небудь повно, кінематографісти звичайно або вибирали якийсь виграшний епізод книги, або ж робили адаптацію, яка зводила сюжет до декількох істотних епізодів.
Головними досягненнями наукової кінофантастики початку XX століття були два фільми Жоржа Мельєса — «Подорож на Місяць» (1902) (вважається першим науково-фантастичним фільмом в історії) і «Неймовірна подорож» (1904). Вони поставлені як масштабні кінематографічні комедійні містерії з безліччю спецефектів і в унікальній «мельєсовській» стилістиці, яку було практично неможливо зімітувати.

Метрополіс

Найвдалішим фільмом 1920-х років (і всієї епохи німої кінофантастики) стала метафорична антиутопія Метрополіс (1927). Величезне футуристичне місто розділене на дві частини — надземну, де живуть «хазяї життя», і підземну, житло робітників, які існували в положенні придатків гігантських машин. Фредер, син одного із правителів Метрополіса, раптом усвідомлює неповноцінність цього поділу й намагається на своєму досвіді зрозуміти життя людей «підземелля». Він закохується в Марію, дівчину «знизу», яка виховує дітей робітників і розповідає їм про краще життя, яке їх чекає попереду. Батько Фредера, бажаючи показати синові неповноцінність робітників у порівнянні з «вищим класом», має намір спровокувати бунт і потім придушити його. Він використовує винайденого вченим Ротвангом людину-машину, якому надається зовнішній вигляд Марії. Механічна Лже-Марія штовхає робітників на повстання. Вони ламають машини, у тому числі ті, які забезпечують існування підземної частини міста. Вода затоплює робочі квартали й ледь не губить дітей, яких рятує справжня Марія. Бунт розростається й у підсумку батько Фредера змушений дати повсталим обіцянку, що принципи існування Метрополіса будуть змінені.
Велику популярність в цей період також здобули фільми «Загублений світ» (1925) (створений за мотивами однойменного роману Артура Конан Дойла) і «Дівчина на місяці» (1929) (перший фільм, де була достовірно показана космічна подорож).

## Наукова фантастика1930–1945років
Поява звуку викликала в кінематографі радикальні перетворення, які привели до швидкої зміни лідерів, поколінь і пріоритетів. У науковій фантастиці нові віяння не просто перемінили пріоритети, але й створили можливість виходу цього напрямку практично на перший план глядацького інтересу.

Франкенштейн

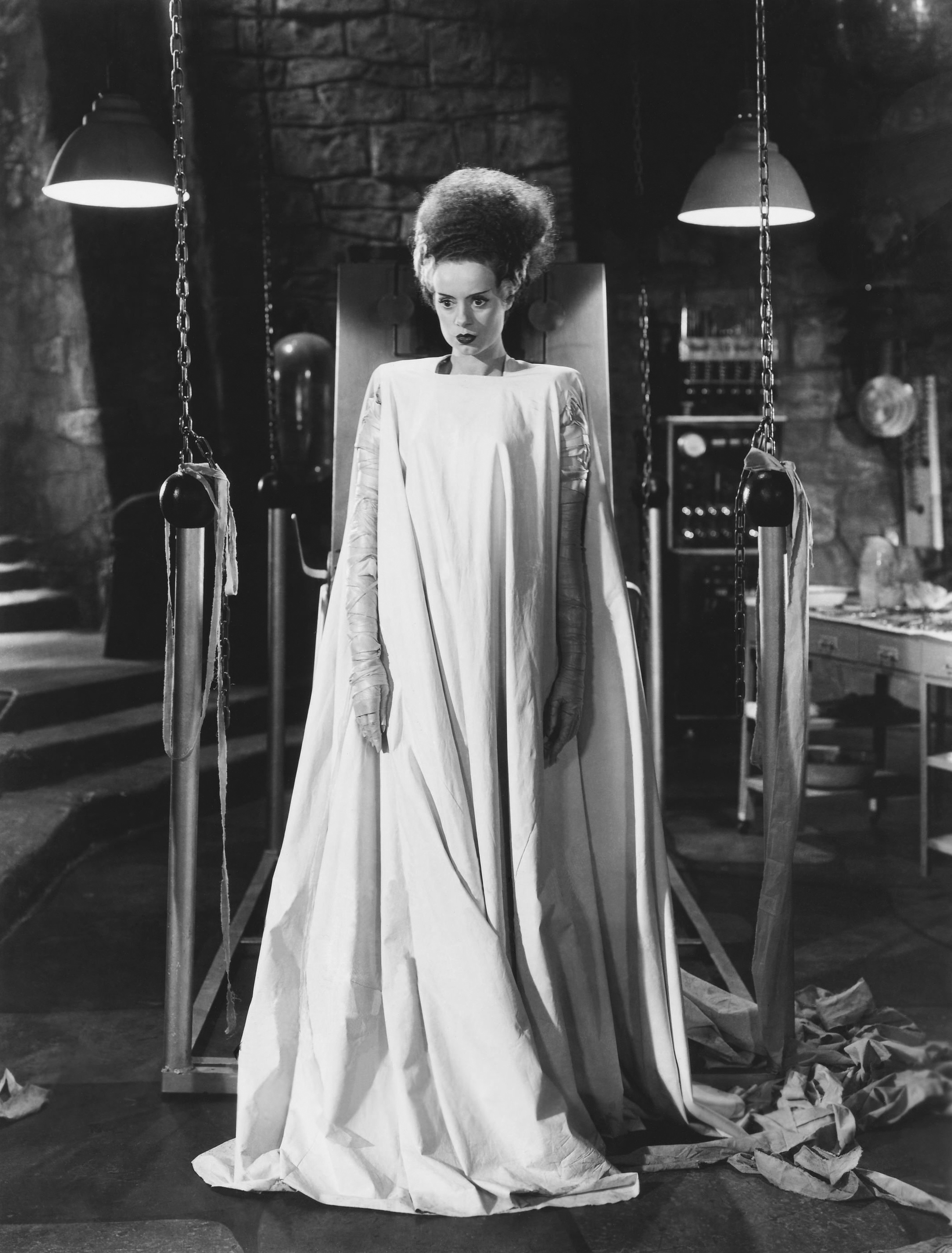
Наречена Франкенштейна

З появою звуку мюзикл став на якийсь час ледве чи не головним напрямком у кіно, але перша ж спроба поставити музичну комедію на фантастичному матеріалі виявилася й останньою. Сатирична комедія «Тільки уявіть» (1930) безнадійно провалилася в прокаті, незважаючи на великий бюджет.
Однак майже відразу ж уперед вирвався інший напрямок кінофантастики — фільми жахів, або, точніше, фільми про чудовиськ. Значну частину класичних голлівудських фільмів жахів 1930–1940-х років можна віднести до наукової фантастики. Найбільшими хітами прокату стали такі фільми, як: Франкенштейн (1931) і його продовження «Наречена Франкенштейна» (1935), «Доктор Джекіл і містер Хайд» (1931), «Кінг Конг» (1933), «Людина-невидимка» (1933), «Людина-вовк» (1941).

Кінг Конг

У Європі розвиток наукової фантастики йшов зовсім іншими шляхами. Тут не було такої вираженої централізації кіновиробництва, як у США, а особливості національних кінематографій надавали фільмам своєрідність і свіжість, яких так часто не вистачало голлівудській продукції. Відчуваючи постійний тиск із боку американських конкурентів, європейські кінорежисери й продюсери часто робили акцент саме на своєрідності своїх фільмів — і саме на цьому вигравали. Найвдалішим європейським фільмом цього періоду став філософсько-футуристичний «Вигляд прийдешнього» (1936).
У другій половині 1930-х років у США з'явився ряд фантастичних серіалів (як правило, екранізацій популярних серій газетних коміксів), орієнтованих на підліткову аудиторію. Для цих фільмів характерні відсутність художньої глибини й вірогідності, це були досить примітивні й чисто комерційні постановки. Звичайно серії демонструвалися в кінотеатрі перед показом основного фільму. Зйомки таких серіалів проводилися звичайно з максимальною економією — на декораціях, що залишилися від зйомок інших фільмів і з використанням підручного реквізиту. Проте, ці фільми мали значний успіх і, у комбінації з поширенням коміксів і появою чисто підліткових журналів фантастики, зіграли помітну роль у формуванні специфічної аудиторії жанру. Найяскравішим представником такого кіно став серіал «Флеш Гордон» (1936) і його продовження: «Подорож Флеша Гордона на Марс» (1938), «Флеш Гордон підкорює Всесвіт» (1940).

## Наукова фантастика1945–1960років
«Холодна війна», що почалася практично відразу після закінчення Другої світової, стала одним з основних мотивів післявоєнної наукової фантастики. Мотив суперництва проявлявся як у фільмах про польоти в космос, так і в трилерах про навали прибульців і гігантських чудовиськ, які самі по собі були ясною метафорою ворожого вторгнення. У найкращих зразках кінофантастика того часу намагалася піднятися над протистоянням і нагадати людям, що розбрати смертельно небезпечні для всього людства в цілому.
Фантастика активно використовувалася у фільмах гострі питання, що ставили, про зміст прогресу й перешкоди на його шляху. У цьому сенсі становить особливий інтерес фільм «Людина в білому костюмі» (1951) — у ньому герой винайшов новий полімерний матеріал, одяг з якого не брудниться, не мнеться й не зношується, тільки для того, щоб виявити, що його винахід не потрібен ні промисловцям, які не бажають перебудовувати виробництво одягу, ні робітникам, які бояться через новинку втратити роботу.
Справжнім тріумфом космічної наукової фантастики стала «Заборонна планета» (1956) Фреда Вілкокса. Сюжет фільму був своєрідною науково-фантастичною адаптацією «Бурі» Шекспіра — притчею про границі влади людини над її свідомістю. Екіпаж зорельоту висаджується на колись колонізовану планету, яка нині майже безжиттєва. Єдині її мешканці — учений, його красуня-дочка й створений їм робот-дворецький. На планеті раптово з'являється невидиме чудовисько, яке намагається знищити екіпаж корабля. Незабаром з'ясовується, що монстр — мимовільне породження підсвідомості вченого.
З темою виходу людства в космос співвідноситься фільм Джека Арнольда «Неймовірна історія зменшуваної людини» (1957), поставлений за мотивами однойменного філософського трилера Річарда Матесона. Герой фільму попадає в радіоактивну хмару, що невідомо звідки узялася, і внаслідок цього починає поступово зменшуватися — спочатку небагато, потім сильніше, потім стає ростом з дитину, потім йому доводиться поселитися в ляльковому будиночку. Рятуючись від власної кішки, він падає в підвал і вибратися звідти вже не може. Він бореться за життя, розшукуючи не порозтягані мишами крихти, ледве не тоне через бак з водою, бореться з павуком… Зрештою, він стає так малий, що пролазить через москітну сітку, яка закриває підвальне віконце, і опиняється в саду. Тут він виявляє, що перейшов у нову якість — йому більше не потрібна їжа, а в навколишньому світі йому здаються важливими тільки нескінченно далекі зірки, до яких, ставши немислимо крихітним і звільнившись від влади тіла, він тепер може дотягтися. Нескінченно мале замикається з нескінченно великим.
Про вторгнення ззовні розповідають такі фільми, як «День, коли Земля завмерла» (1951), «Щось з іншого світу» (1951), «Війна світів» (1953), «Вторгнення викрадачів тіл» (1956).
Науково-фантастичні фільми про чудовиськ: «Створіння з Темної лагуни» (1954), «Вони!» (1954), «Ґодзілла» (1954), «Муха» (1958), «Прокляття Франкенштейна» (1957).

## Наукова фантастика1960-х років
Розвиток кінофантастики в 1960-х роках йшов під сильним впливом прориву людства в космос. Запуск першого штучного супутника, політ Юрія Гагаріна і американські експедиції на Місяць викликав бурхливий інтерес до теми космічних польотів, яка давно вже була освоєна літературною й кінематографічною фантастикою. Виглядає парадоксом, однак, що аж до виходу на екрани «Космічної Одисеї» кінематограф не зміг запропонувати на цю тему нічого дійсно принципово нового, експлуатуючи в основному те, що було успішно освоєне в 1950-ті роки.
«Космічна одісея 2001 року» (1968) стала прецедентною подією в історії світового кінематографа. Багато в чому завдяки «Космічній Одісеї» наукова фантастика перестала вважатися чисто комерційним маргінальним напрямком. Використовуючи інструментарій жанрового кіно, творці фільму застосували його для створення твору, що явно й далеко виходить за межі жанру, в його вузькому розумінні. Колишні спроби такого роду минулого або спірні за результатами, або компромісні по використаних засобах — так чи інакше, навіть екранізації романів, визнаних класикою світової літератури («Війна світів», «Машина часу»), ставали звичайно лише явищами жанрового кіно. «Космічна Одісея» самим своїм існуванням цей стереотип знищила. Вона зробила очевидним, що в кінофантастиці, навіть при дотриманні всіх її жанрових канонів, можлива й філософська глибина, і психологічна насиченість, і цілковита вірогідність, і візуальна витонченість. Більш того — виявилося, що саме фантастика дає для всього цього гідний матеріал. Фільм був отримав «Оскар» тільки за спецефекти, однак висувався на премію також по категоріях «найкраща режисура», «найкращий оригінальний сценарій» і «найкраще художнє оформлення».
Іншою надзвичайно значною подією в області кінофантастики став телевізійний серіал Джина Родденберрі «Зоряний шлях» (1966—1969). Не претендуючи на революційність і художню глибину, але втримуючись на досить високому для телефантастики того часу рівні, «Зоряний шлях» зумів завоювати широку популярність і на кілька порядків розширити традиційно до того вузьку аудиторію наукової фантастики. Принциповим досягненням творців серіалу було також те, що сюжети ряду початкових епізодів були засновані на класичних науково-фантастичних розповідях, добре відомих любителям фантастики, але ширшій аудиторії раніше незнайомих. Згодом відомі письменники-фантасти залучалися також для написання оригінальних сценаріїв для серіалу.
Серед найвідоміших соціально значимих фільмів цього періоду слід назвати «Планету мавп» (1968), поставлену Франкліном Шаффнером за мотивами однойменного сатиричного роману П'єра Буля, що й зіграла надзвичайно важливу роль у боротьбі з американським консерватизмом і расизмом (вихід фільму майже збігся за часом з найбільшими соціальними потрясіннями в США й убивством Мартіна Лютера Кінга). Фільм відрізнявся продуманою неоднозначністю трактування: з одного боку, його автори явно співчували героєві, який марне намагався довести вченим мавп'ячої цивілізації свою розумність, проламуючись крізь відсталість їхнього мислення й догматизм; з іншого боку, у фіналі фільму ставали зрозумілі причини цього догматизму — він виконував «охоронну» функцію, не даючи мавп'ячій цивілізації дійти до ядерного самознищення, повторивши дурість попередньої цивілізації людей. Виходило, що мавпи зрозуміли урок своїх попередників, однак чи вірні вони зробили із цього уроку висновки?
Інші важливі фільми: «Машина часу» (1960), «Село проклятих» (1960), «Альфавіль» (1965), «451 градус за Фаренгейтом» (1966), «Фантастична подорож» (1966).

## Наукова фантастика1970-х років
1970-ті роки стали, мабуть, найважливішим десятиліттям в історії кінофантастики. Новаторство «Космічної одіссеї», яке підняло екранну фантастику над кордонами маргінально-жанрового кіно, було сприйнято і глядачами, і новим поколінням кінематографістів, які тільки приступали до реалізації своїх перших великих проектів. Крім того, аудиторія фантастичного жанру різко розширилася завдяки популярності телесеріалу «Зоряний шлях». Все це створило хороші передумови для того, щоб Кінофантастика вийшла на новий рівень — як в комерційному, так і в художньому відношенні.
Феноменальне значення для фантастики і кінематографа в цілому мав вихід на екрани в 1977 році «Зоряних воєн» (Star Wars) Джорджа Лукаса, який підкреслено об'єднав в сюжеті і образному ряді фільму епічні та міфологічні мотиви з антуражем космічної НФ. Грандіозний успіх фільму, який став абсолютним чемпіоном прокату, майже миттєво створив новий культ, порівнянний з культом «Зоряного шляху». Фільм не тільки став стартовим майданчиком для двох прямих продовжень, що вийшли в наступному десятилітті і склали так звану «класичну трилогію» («Імперія завдає удару у відповідь», 1980; «Повернення джедая», 1983), а й задав новий стандарт в реалізації візуальних ефектів у фантастичних фільмах.
На відміну від епічного символізму «Зоряних воєн», науково-фантастичний фільм жахів Рідлі Скотта «Чужий» (Alien, 1979) багато в чому побудований на психологічному реалізмі і відчутті достовірності, яких доти Кінофантастика практично не знала. Крім того, надзвичайно важливим виявилося рішення віддати головну «активну» роль у фільмі жінці (Еллен Ріплі у виконанні Сігурні Вівер), а роль першої жертви — чоловікові, що створило зовсім нову для фантастичного кіно ситуацію розподілу ролей між статями. Що вийшли згодом продовження цього фільму створили блискучий прецедент успішного кіноциклу, жоден з фільмів якого не схожий на попередні.
Етапним фільмом кінця 1970-х став надзвичайно успішний блокбастер Стівена Спілберга «Близькі контакти третього ступеня» (Close Encounters of the Third Kind, 1977), який ясно продемонстрував тісний зв'язок фантастики і релігії у свідомості сучасної людини: очікування прильоту інопланетян показано у фільмі як пережитий Роєм Нірі (Річард Дрейфус) релігійний досвід. Спілберг дивиться на Нірі з розумінням і симпатією, проте тут же демонструє глядачеві, як легко піднесене переживання стає одержимістю і перетворюється практично на фанатизм, відмова від реального світу на користь невідомого «світу за гранню».
Ще однією принциповою картиною цього періоду став «Супермен» Річарда Доннера (Superman, 1978) — перша спроба зняти по-справжньому «великий» фільм за коміксом про супергероя (попередні численні екранізації коміксів числилися по категорії поробок для невимогливих підлітків і значного резонансу не мали). Для того, щоб створити фільм, вірний духу однією з головних легенд американської масової культури XX століття, Доннер довелося виявити незвичайну винахідливість при з'єднанні звичних для коміксу умовностей з реалістичною візуальної середовищем фільму. Його удача відкрила шлях для цілого ряду найвищою мірою вдалих фільмів за коміксами, хвиля яких піднялася через десять років після прем'єри «Супермена».